# Rani Rosius
Rani Rosius, née le 25 avril 2000 à Genk, est une athlète belge spécialisée dans le sprint. Elle a été championne de Belgique à une reprise.

## Carrière
Rani Rosius est la fille de Raf Rosius et de Bianca Van Esser et est originaire de Genk dans le Limbourg.
Elle participe au relais féminin belge 4 x 100 m en 2019 aux Championnats d'Europe U20 à Borås. L'équipe belge est disqualifiée dans les manches de qualification. En 2020, elle obtient un premier titre de championne de Belgique aux 100 m avec un record personnel de 11,39 s. Avec ce temps, elle est la Belge la plus rapide après Kim Gevaert.
Le 4 septembre 2020, elle remporte le 100 mètres au Mémorial Van Damme 2020 avec un temps de 11,43 s (+0,2 m/s), son deuxième meilleur sur la distance, devant la Française Zahi (11 s 56) et l'Italienne Siragusa (11 s 57).
Aux mondiaux en salle de Glasgow, le 2 mars 2024, Rani Rosius améliore son record (7,12 s) en séries du 60 m et parvient en finale où elle obtient la sixième place.
En juin 2024, le relais féminin belge de 4 × 100 m, les « Belgian Rockets » avec Rani Rosius, Élise Mehuys, Rani Vincke et Delphine Nkansa, se qualifie pour les Jeux olympiques 2024 à Paris. 
Lors des Jeux olympiques 2024 à Paris, elle se qualifie pour les demi-finales du 100 m en portant son record personnel à 11,10 s. Dans la demi-finale, elle se classe huitième. Le relais féminin belge 4 x 100 m est quant à lui disqualifié dans les manches de qualification en raison d'un passage du témoin en dehors de la zone prévue.
En demi-finales des championnats d'Europe d'athlétisme en salle 2025 à Apeldoorn, Rosius établit un nouveau record de Belgique du 60 m en 7 s 08, battant ainsi de 2 centièmes le record de Kim Gevaert. En finale, elle termine 5e. Aux Championnats de Belgique, elle remporte la médaille d'or sur 100 m le 2 août 2025.
Elle est affiliée à l'AV Toekomst.

## Titres de championne de Belgique
Extérieur
| Discipline | Année |
| ---------- | ----- |
| 100 m      | 2020  |

En salle
| Discipline | Année |
| ---------- | ----- |
| 60 m       | 2021  |
| 60 m       | 2025  |

## Records personnels

### Extérieur
| Discipline | Performance | Vent       | Date        | Lieu  |
| ---------- | ----------- | ---------- | ----------- | ----- |
| 100 m      | 11 s 10     | +0,8 m / s | 2 août 2024 | Paris |
| 200 m      | 23 s 46     | +1,2 m / s | 18 mai 2023 | Gand  |

### Intérieur
| Discipline | Performance | Date            | Lieu             |
| ---------- | ----------- | --------------- | ---------------- |
| 60 m       | 7 s 08      | 9 mars 2025     | Apeldoorn        |
| 200 m      | 24 s 36     | 29 février 2020 | Louvain-la-Neuve |

## Palmarès

### 60 m
- 2019 :  Championnats de Belgique en salle - 7 s 43
- 2020 :  Championnats de Belgique en salle - 7 s 37
- 2021 :  Championnats de Belgique en salle - 7 s 39
- 2025 :  Championnats de Belgique en salle - 7 s 28

### 100 m
- 2019 :  Championnats de Belgique - 11 s 67
- 2020 :  Championnats de Belgique - 11 s 39
- 2021 :  Championnats d'Europe espoirs - 11 s 43
- 2025 :  Championnats de Belgique - 11 s 27

### 200 m
- 2019 :  Championnats de Belgique - 24 s 17
- 2020 :  Championnats de Belgique - 23 s 90

### 4 x 100 mètres
- 2019 : Série DQ : Championnats d'Europe juniors d'athlétisme à Borås